# Alma Ekberg
Alma Ekberg, född 10 mars 1876 i Lund, död 14 april 1924 i Malmö, var en svensk konstnär.
Hon var dotter till köpmannen Hans Isaksson-Ekberg och Karna Nilsson. Ekberg studerade konst för Fredrik Krebs i Lund 1898 och vid konstakademien i Köpenhamn 1899 samt i Dresden 1903-1904. Hon ställde ut separat på Lunds universitet 1908 och i Malmö 1911 samt medverkade i industriutställningen i Lund 1907. Hennes konst består av stilleben, porträtt och landskapsmålningar. Under sina sista år var hon sjuklig och målade då mest blomsterstilleben. Ekberg är representerad vid Lunds universitet. 